# Monte Granero
Il Monte Granero (3.171 m s.l.m.) è una vetta delle Alpi Cozie che si trova lungo lo spartiacque tra la val Pellice e la valle Po non lontano dal confine con la Francia.

## Caratteristiche

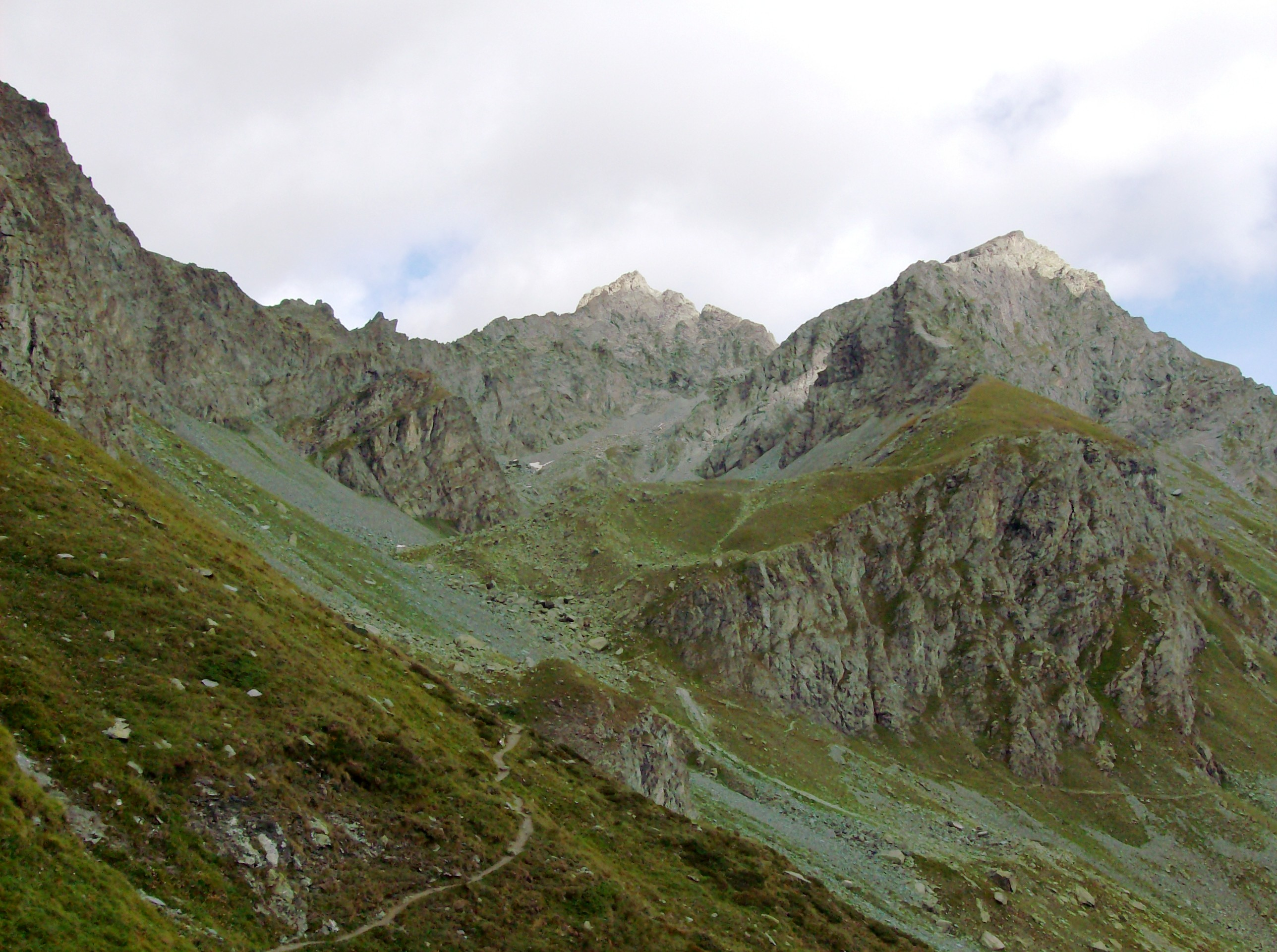
Il monte Granero visto da sud. Sulla destra, il monte Meidassa.

È una notevole piramide rocciosa, facilmente visibile e riconoscibile da lontano, dalla quale si può godere un'ottima vista del Monviso. Si trova vicina al più basso Monte Meidassa, dalla forma molto simile. La sommità è costituita da due cime, separate da uno stretto intaglio: Cima Sud (la più elevata) e Cima Nord.
Dal punto di vista geologico, la montagna, come tutta la cresta Nord del gruppo del Viso, appartiene alla serie a facies piemontese del Trias-Giura (zona delle pietre verdi di Gastaldi): in particolare, è costituita da rocce eruttive effusive (prasiniti, anfiboliti, eclogiti). L'inclinazione dei piani di scistosità fa sì che il versante Ovest abbia un profilo omogeneo ad inclinazione circa costante, mentre i versanti orientali sono più frastagliati.
La prima ascensione di cui si abbia notizia fu effettuata da E. Bianco, A. e C. Fiorio, F. Pagagnone, e C. Ratti il 23 agosto 1879; gli alpinisti, senza guide, salirono in vetta per la cresta SE, per poi discendere dal più facile versante occidentale.

## Ascensione alla vetta

### Via normale

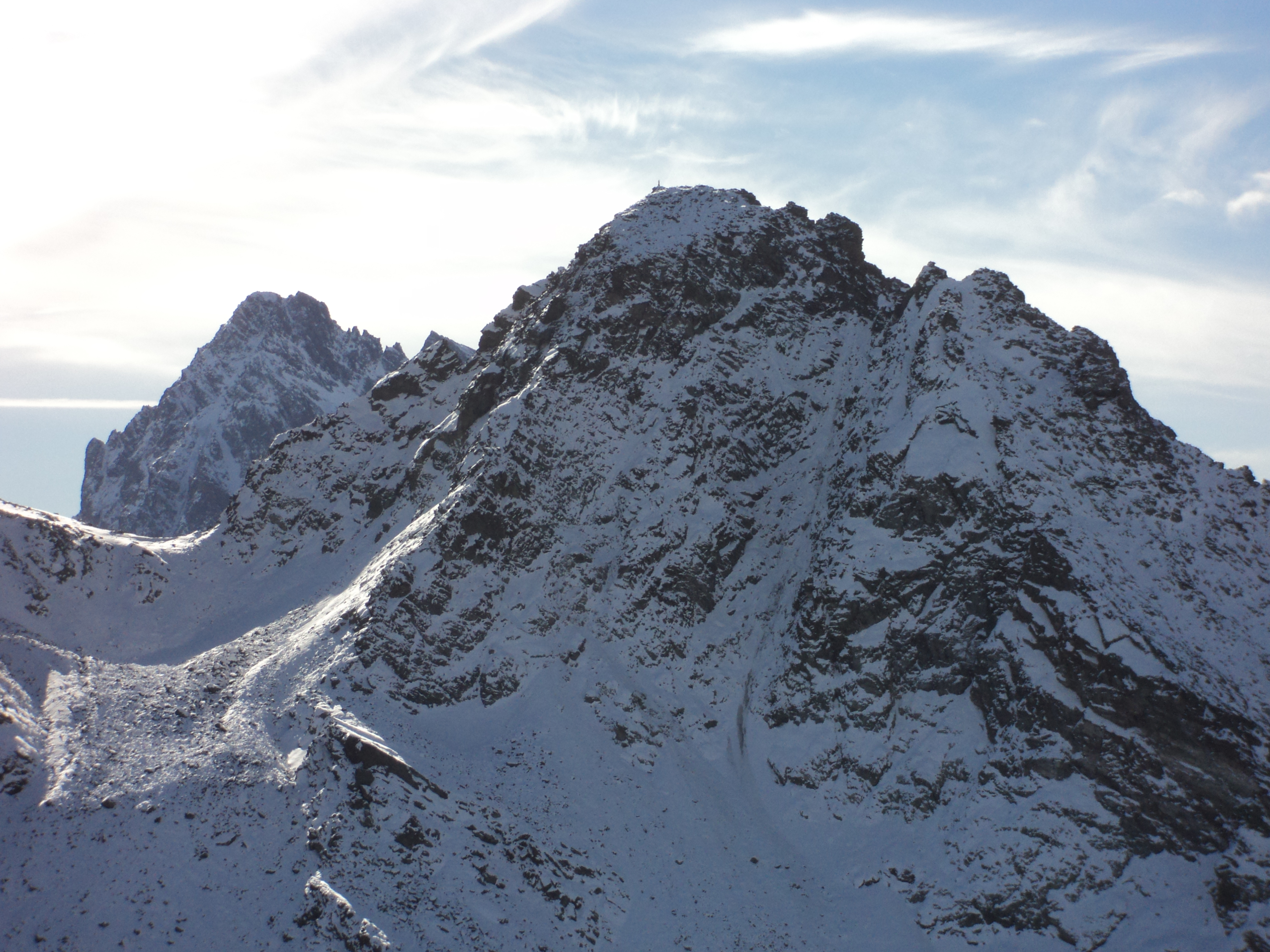
La montagna vista dal monte Manzol (versante nord-est). In secondo piano si nota il Monviso.

La via normale alla vetta percorre il versante occidentale, utilizzata dai primi salitori per la discesa. La difficoltà dell'itinerario è di tipo alpinistico ed è valutata come F.
Il punto di partenza è il Colle Seillierino, che può essere raggiunto dal Pian del Re, dal Rifugio Giacoletti (eventualmente passando dal Buco di Viso), o dal francese Rifugio Viso. Scesi per un tratto sul lato della Val Pellice, si attraversa un altopiano detritico e, risalendo un pendio di sfasciumi, si arriva alla parte inferiore del canalone occidentale. Si risale il canalone per tracce di sentiero fino ad una forcella sul culmine della cresta SO; si volge a sinistra e, per roccette, si arriva alla vetta (1.15-1.30 h dal Passo Seillierino).

### Cresta SE
È la via che utilizzarono i primi salitori per raggiungere la vetta. Un po' più impegnativa ed esposta, ha difficoltà valutata da diversi autori in PD-, F+o PD; è consigliabile portarsi una corda per assicurare i meno esperti.
La via ha origine dal Passo Luisàs, che può essere raggiunto:
- Valle Po: da Pian del Re o dal Rifugio Giacoletti
- Valle del Guil (Francia): dal Rifugio Viso
- Val Pellice: dal Rifugio Granero

Dal Passo si risale obliquamente per cenge e roccette, fino ad una forcella sul culmine della cresta SO, dove si incontra la via normale, che si segue fino in vetta.
In discesa, si può utilizzare la via normale, ripercorrendo così le orme dei primi salitori.

### Cresta Ovest
Variante con passaggi di difficoltà fino al III grado.
Si raggiunge la base della via normale, e da qui ci si sposta verso Sud fino all'insellatura tra la vetta ed il Passo delle Traversette. Da qui si risale la cresta (difficoltà aggirabili sul versante francese) fino alla vetta.